# Francis Gailey
Francis Gailey (* 21. Januar 1882 in Brisbane; † 10. Juli 1972 in Garden Grove) war ein US-amerikanischer Schwimmer.

## Karriere
Gailey wuchs in Australien auf und reiste im Februar 1904 in die Vereinigten Staaten. Im selben Jahr nahm er an den Olympischen Spielen in St. Louis teil. Dort gewann er drei Silbermedaillen über 220 Yards, 440 Yards und 880 Yards Freistil. Über eine Meile Freistil sicherte er sich Bronze. Ende 1904 brach er den Weltrekord über eine Viertelmeile. Im Anschluss kehrte er zunächst nach Australien zurück, wanderte aber 1906 in die Vereinigten Staaten aus. Das Internationale Olympische Komitee führt die Medaillen für die olympische Mannschaft der Vereinigten Staaten, obwohl er nachweislich erst 1906 US-amerikanischer Staatsbürger wurde. Das Australian Olympic Committee beansprucht die Medaillen hingegen für sich.
Nach seiner Übersiedlung arbeitete er als Banker und Manager von Orangenhainplantagen.